# Ptáčovský kopeček
Ptáčovský kopeček je přírodní památka poblíž města Třebíč v okrese Třebíč v nadmořské výšce 436–448 metrů. Oblast spravuje Krajský úřad Kraje Vysočina. Důvodem ochrany je bohatá lokalita koniklece velkokvětého (Pulsatilla grandis).

## Popis
Přírodní památka Ptáčovský kopeček se nachází východně od Třebíče a nedaleko vesnice Ptáčov. Jedná se o maloplošnou chráněnou lokalitu s bohatým výskytem koniklece velkokvětého, která je součástí Přírodního parku Třebíčsko – koniklec roste na cca 40 % území památky. Nejvíce rozkvetlých květů koniklece velkokvětého se v lokalitě objevuje na jaře, většinou kolem dubna.
Lokalita je chráněna i z důvodu výskytů acidofilních suchých trávníků – ty se vyskytují na více než polovině plochy území, hlavně na jeho jižní a jihozápadní části, dále je lokalita chráněna kvůli výskytu acidofilních trávníků mělkých půd (jižní a západní část území) a acidofilní vegetace efemér a sukulentů (západní část).
Chráněná lokalita se nachází na bezejmenném pahorku o kótě 448 m n. m., pahorek je obklopen zemědělsky využívanými poli. Na západní straně památky se nachází drobné syenitové skalky, v lokalitě se nachází primárně litozemě a kambizemě. Nachází se ve fytogeografické oblasti mezofytika, klimaticky se nachází v mírně teplé oblasti. Horninový podklad tvoří mylonity z původních žulosyenitů třebíčského masivu. Pahorek je tvaru protáhlého ze severu na jih, na východ se mimo oblast terén svažuje do údolí Klapovského potoka.
Od 70. let 20 století byla lokalita udržována vyhrabáváním stařiny na začátku jara, od roku 1995 je zpravidla v srpnu celá oblast sečena. Z celé oblasti jsou průběžně odstraňovány náletové dřeviny a trvá údržba pro zachování růstu koniklece velkokvětého.

## Flora
Floru tvoří acidofilní suché trávníky, na litozemích pak acidofilní trávníky mělkých půd, na západním svahu je pak acidofilní vegetace efemér a sukulentů. Mimo konikleců se v lokalitě nachází rmen barvířský (Anthemis tinctoria), rozrazil rozprostřený (Veronica prostrata), sesel roční (Seseli annuum), smil písečný (Helichrysum arenarium), lomikámen cibulkový (Saxifraga bulbifera), bělolist rolní (Filago arvensis), rozrazil Dilleniův (Veronica dillenii), mochna nízká (Potentilla pusilla) nebo pampeliška červenoplodá (Taraxacum sect. Erythrosperma). 
Na jižní části území v oblasti s krátkostébelnými acidofilními suchými trávníky se nachází kromě koniklece a pampelišky také kostřava ovčí (Festuca ovina), kostřavy žlábkatá (Festuca rupicola), jestřábník chlupáček (Hieracium pilosella), smělek štíhlý (Koeleria macrantha), jetel alpinský (Trifolium alpestre) a rozrazil rozprostřený (Veronica prostrata).
Na západní části území jihozápadně od remízku borovic se nachází acidofilníky trávníky mělkých půd a acidofilní vegetace efemér a sukulentů, v této lokalitě se koniklec velkokvětý vyskytuje sporadicky, více se zde vyskytuje smil písečný (Helichrysum arenarium) nebo rmen barvířský (Anthemis tinctoria). V této části se pak vyskytují i sesel sivý (Seseli osseum), pampeliška červenoplodá (Taraxacum sect. erythrospermum), mochna písečná (Potentilla arenaria), rozrazil Dillenův (Veronica dillenii), divizna jižní rakouská (Verbascum chaixii ssp. austriacum). V oblasti se objevují i nepůvodní třtina křovištní (Calamagrostis epigeios) a janovec metlatý (Sarothamnus scoparius).
Na východních terasách se pak objevují acidofilní suché trávníky a acidofilní trávníky mělkých půd, objevují se tam však primárně přerostlí jedinci janovce metlatého (Sarothamnus scoparius), trnky (Prunus spinosa) nebo růže šípkové (Rosa canina). V centru chráněné památky se pak objevují v remízku vzrostlé borovice.
Dříve se v oblasti vyskytoval vstavač kukačka (Orchis morio).

## Fauna
V oblasti se objevují různé druhy živočichů, v oblasti se například objevují ohrožení čmeláci, mravenci, motýli, brouci, ještěrky nebo ptáci. Konkrétně se v různých částech chráněné oblasti nachází čmelák lesní (Bombus silvarum), čmelák luční (Bombus pratorum), čmelák rolní (Bombus pascuorum), čmelák skalní (Bombus lapidarius), čmelák zemní (Bombus terrestris), mravenec luční (Formica pratensis), otakárek fenyklový (Papilio machaon), okáč bojínkový (Melanargya galathea), okáč ječmínkový (Lasiommata maera), okáč kostřavový (Arethusana arethusa), okáč luční (Maniola jurtina), okáč prosíčkový (Apanthomus hyperanthus), okáč rosičkový (Erebia medusa), okáč zední (Pararge aegeria). Z brouků se vyskytují krasec měďák (Chalcophora mariana), prskavec menší (Brachinus explodens), zlatohlávek tmavý (Oxythyrea funesta) či svižník polní (Cicindela campestris). V oblasti se také nachází silně ohrožená ještěrka obecná (Lacerta agilis), silně ohrožená křepelka polní (Coturnix coturnix) nebo ohrožený ťuhýk obecný (Lanius collurio).
Dle České ornitologické společnosti se v oblasti objevují i bažant obecný (Phasianus colchicus), koroptev polní (Perdix perdix), křepelka polní (Coturnix coturnix), datel černý (Dryocopus martius), žluna zelená (Picus viridis), kos černý (Turdus merula), králíček obecný (Regulus regulus), pěnkava obecná (Fringilla coelebs), skřivan polní (Alauda arvensis) a strnad obecný (Emberiza citrinella).

## Dostupnost
Ptáčovský kopeček se nachází severně od Ptáčova, lokalita je dostupná po modré turistické značce z Ptáčova do Náramče.

## Galerie

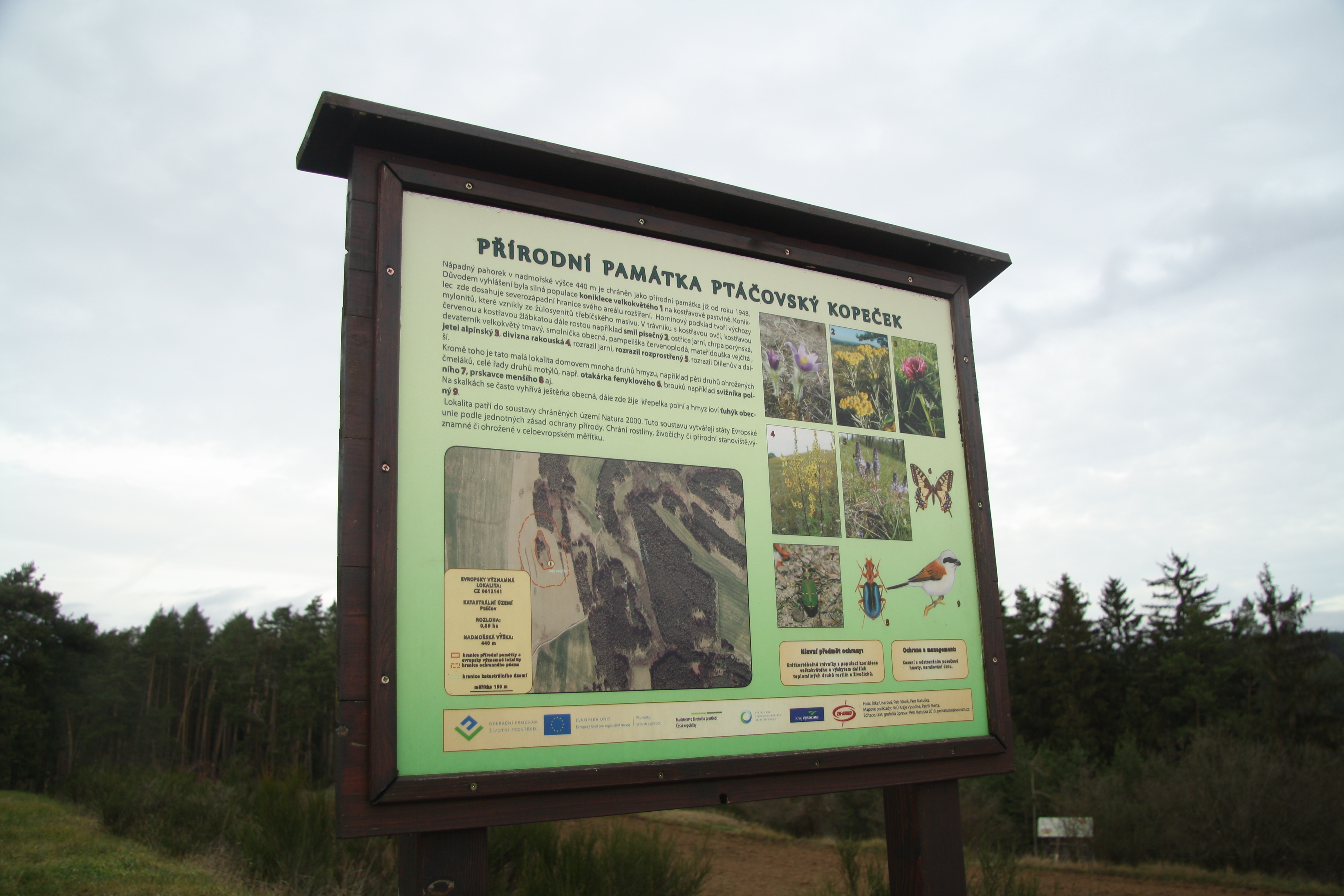
Infocedule PP Ptáčovský kopeček
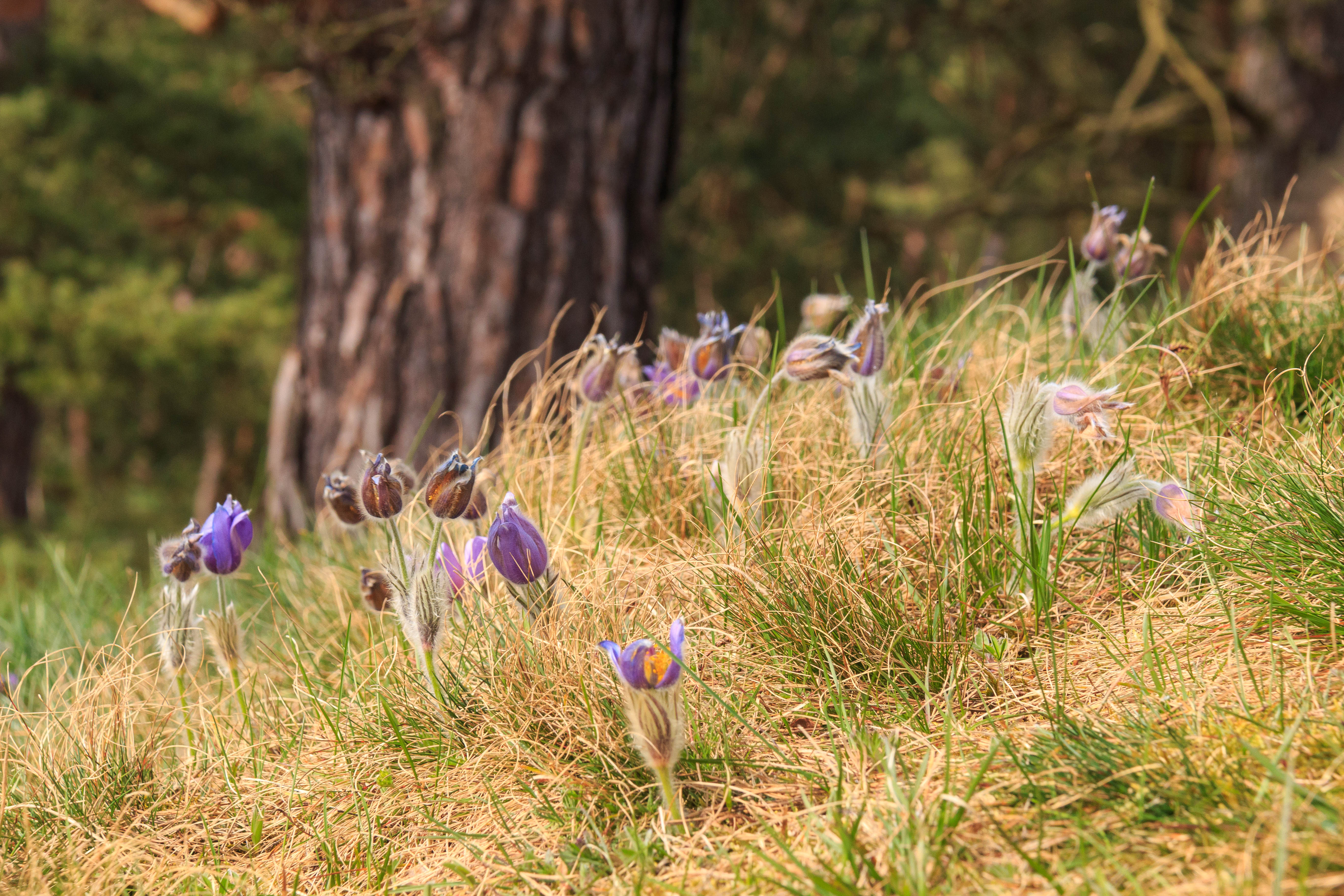
Kvetoucí koniklece velkokvěté na PP Ptáčovský kopeček
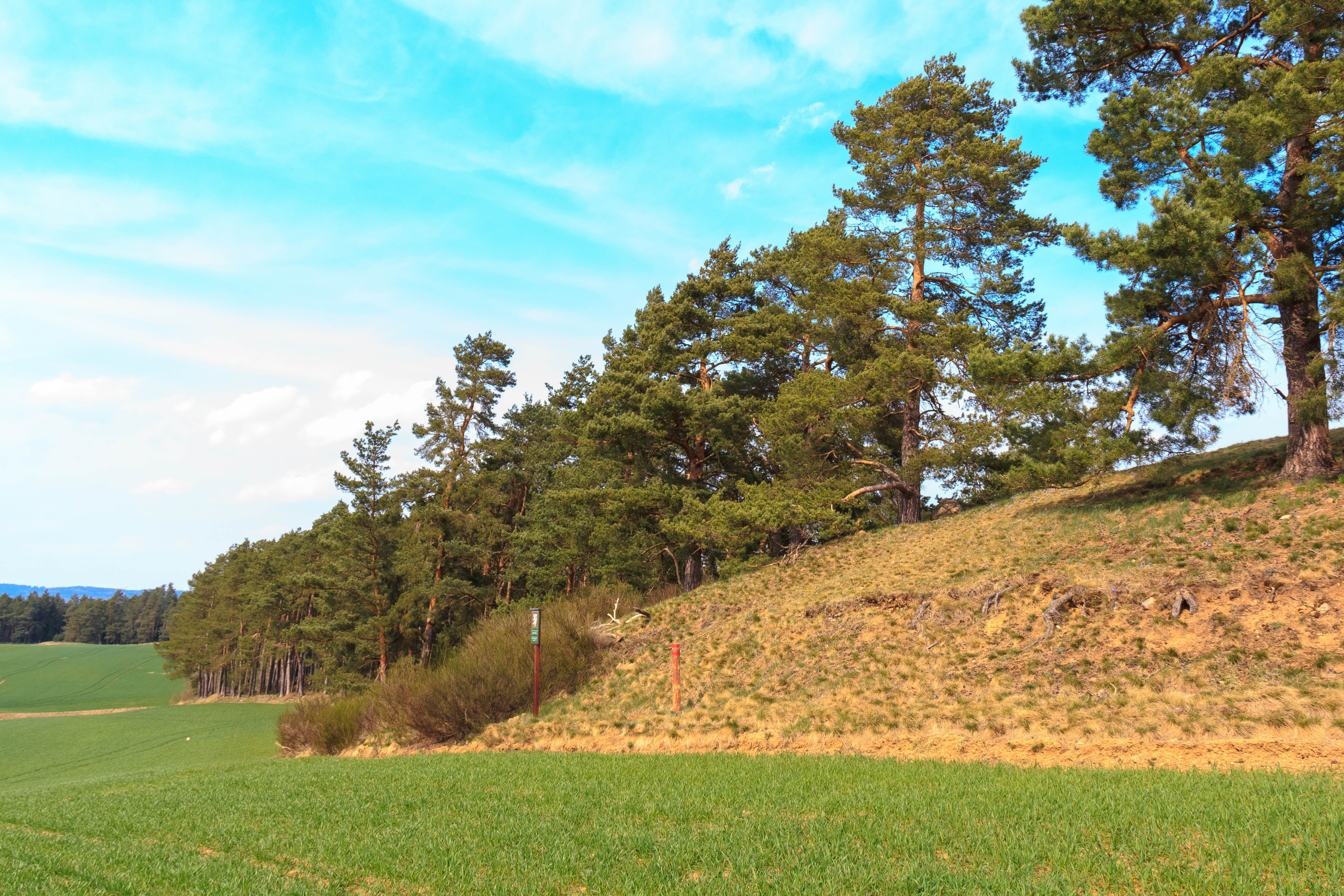
Svah PP Ptáčovský kopeček